# Zilus subtropicus
Zilus subtropicus – gatunek chrząszcza z rodziny biedronkowatych i podrodziny Coccinellinae.

## Taksonomia
Gatunek ten opisany został po raz pierwszy w 1925 roku przez Thomasa Lincolna Caseya na łamach „Memoirs on the Coleoptera” pod nazwą Delphastus subtropicus. Jako miejsce typowe wskazano Key West na Florydzie. W 1930 roku Edward Albert Chapin przeniósł go do rodzaju Scymnillodes. W 1945 roku Richard Eliot Blackwelder zsynonimizował ów rodzaj z rodzajem Zilus.

## Morfologia
Chrząszcz o dość szeroko owalnym ciele długości od 1,6 do 1,8 mm i szerokości od 1,28 do 1,42 mm. Głowa jest owłosiona, metalicznie niebieska lub fioletowa z żółtawobrązowymi narządami gębowymi. Policzki zachodzą na oczy złożone. Czułki są bardzo krótkie, zbudowane z dziesięciu członów, z których trzy ostatnie formują zwartą buławkę. Ostatni człon głaszczków szczękowych jest siekierowaty. Przedplecze jest owłosione, na przedzie głęboko wykrojone, o wystających kątach przednio-bocznych i lekko rozpłaszczonych brzegach bocznych. Ubarwienie często jest metalicznie zielone, ale może też być metalicznie niebieskie. Pokrywy są praktycznie nagie, barwy metalicznego błękitu lub fioletu. Odnóża są żółtawobrązowe, zakończone pseudotrójczłonowymi stopami o pazurkach z zębem nasadowym. Spód ciała bywa żółty do rudosmolistego. Samiec ma symetryczne genitalia. Samica cechuje się wąskim i wydłużonym infundibulum.

## Rozprzestrzenienie
Owad nearktyczny, endemiczny dla Florydy na południowym wschodzie Stanów Zjednoczonych. Znany jest z hrabstw Miami-Dade, Broward, St. Lucie, Monroe oraz Indian River.